# Rudolf Koller

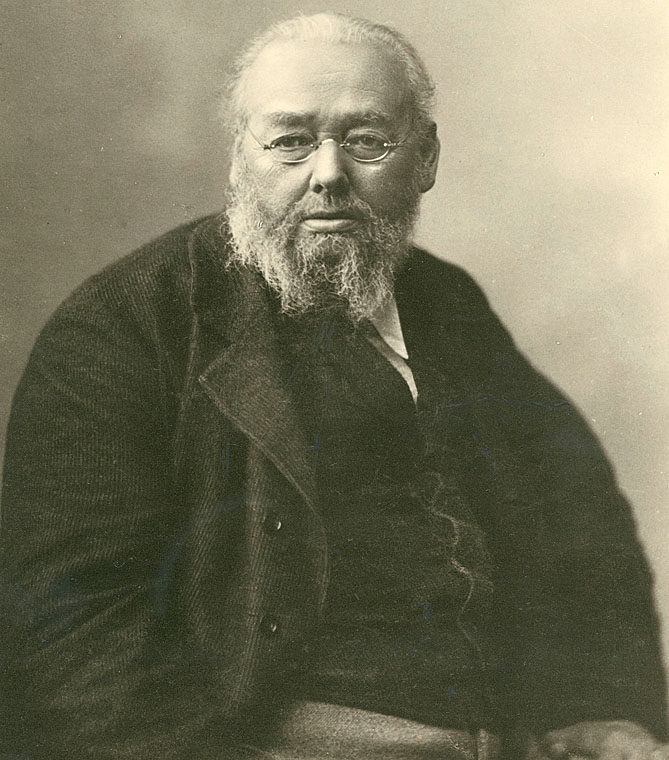
Rudolf Koller 1888.

Johann Rudolf Koller, född den 21 maj 1828 i Zürich, död där den 5 januari 1905, var en schweizisk målare. 
Koller studerade i Stuttgart, Düsseldorf, Belgien och Paris. Han är representerad av enkla, idylliska landskap med djur, i Zürich, Basel, Aarau med flera schweiziska gallerier. 